# Músculo tríceps braquial
El músculo tríceps braquial (Triceps brachii o tríceps extensor cubiti) es un músculo situado en la región posterior del brazo. Está constituido en la parte superior por tres porciones: porción larga, vastos interno y externo. Junto con el músculo ancóneo forma el grupo posterior o extensor del brazo.
La porción larga tiene su origen en la parte inferior de la cavidad glenoidea de la escápula; el vasto externo en la aponeurosis intermuscular y cara posterior del húmero; el vasto interno, en la aponeurosis intermuscular y cara posterior del húmero; las tres porciones se insertan mediante un tendón común, en la cara posterior y bordes del olécranon. 

## Orígenes e inserciones
En latín, tríceps quiere decir ‘tres cabezas’. Tiene por lo tanto tres orígenes y una sola inserción:
- cabeza larga (vasto largo): desde la tuberosidad  infraglenoidea de la escápula.
- cabeza lateral (vasto externo): por encima de la línea del canal de torsión humeral (surco para el nervio radial también conocido canal radial).
- cabeza medial (vasto interno): por debajo de la línea inferior del canal de torsión humeral (surco para el nervio radial también conocido canal radial, por debajo de la cabeza lateral).

Las tres cabezas se insertan a través del tendón del tríceps en el olécranon.

## Inervación
Lo inerva el nervio radial
(C6, C7, T1).
En algunas ocasiones, la cabeza medial del tríceps braquial también puede tener una inervación del nervio cubital.

## Vascularización
Lo irriga la arteria braquial profunda.

## Funciones

Posición del tríceps braquial (en rojo).

Es el principal extensor del antebrazo en la articulación del codo, por lo que también puede extender y aducir el húmero. Sobre el hombro realiza una acción sinérgica de extensión, debido a que se ubica en la parte posterior del brazo.
La relevancia del tríceps braquial en la región posterior de la escápula radica en que su disposición vertical entre los músculos redondo menor y redondo mayor, junto con estos músculos y el húmero, forma espacios por los que pasan nervios y vasos de una región a otra.
Resiste el descenso de la cabeza humeral.

## Ejercicios para el tríceps
El tríceps es un gran músculo de tres cabezas que abarca el 60 % de la masa muscular del brazo, pero al ser extensor suele ir a favor de la gravedad, y no se desarrolla mucho. La gente suele hacer ejercicios para desarrollar el bíceps braquial, que va en contra de gravedad.
El tríceps puede trabajarse a través de los movimientos de extensión en contra de gravedad, para que el músculo trabaje, y haciendo que la flexión vaya a favor de gravedad. 
Algunos ejemplos de ejercicios de tríceps son poleas para tríceps o simplemente, con los brazos elevados, practicar una extensión por detrás. Otro ejemplo puede ser una retroversión del codo (como en remo), utilizado también para desarrollar los vientres posteriores del deltoides y del dorsal ancho.
Otros ejemplos son las flexiones militares. Cuanto más cerrados estén los brazos, menos trabajarán los pectorales y los deltoides, haciendo que sean únicamente los tríceps los que trabajen.
La extensión del codo es importantísima para muchas funciones atléticas. Lo mejor es mantener un equilibrio entre en bíceps y el tríceps para los propósitos naturales y efectivos del movimiento. Para medir el equilibrio bastan movimientos de tiro y empuje en un mismo plano.

## Imágenes adicionales

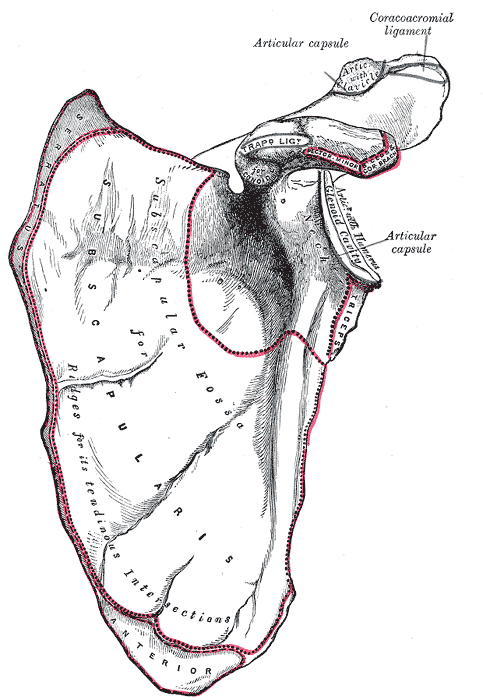
Escápula izquierda. Cara interna.
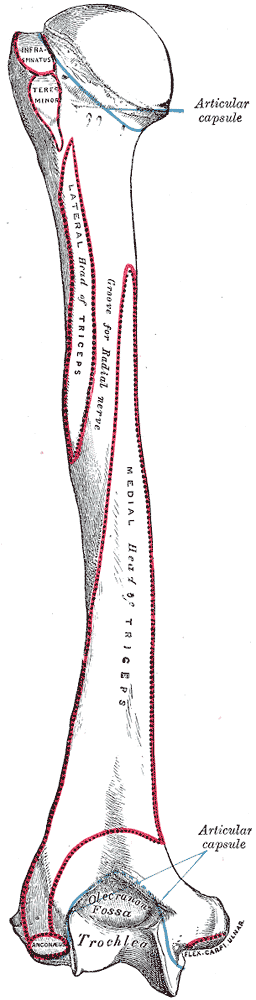
Húmero izquierdo (por detrás).
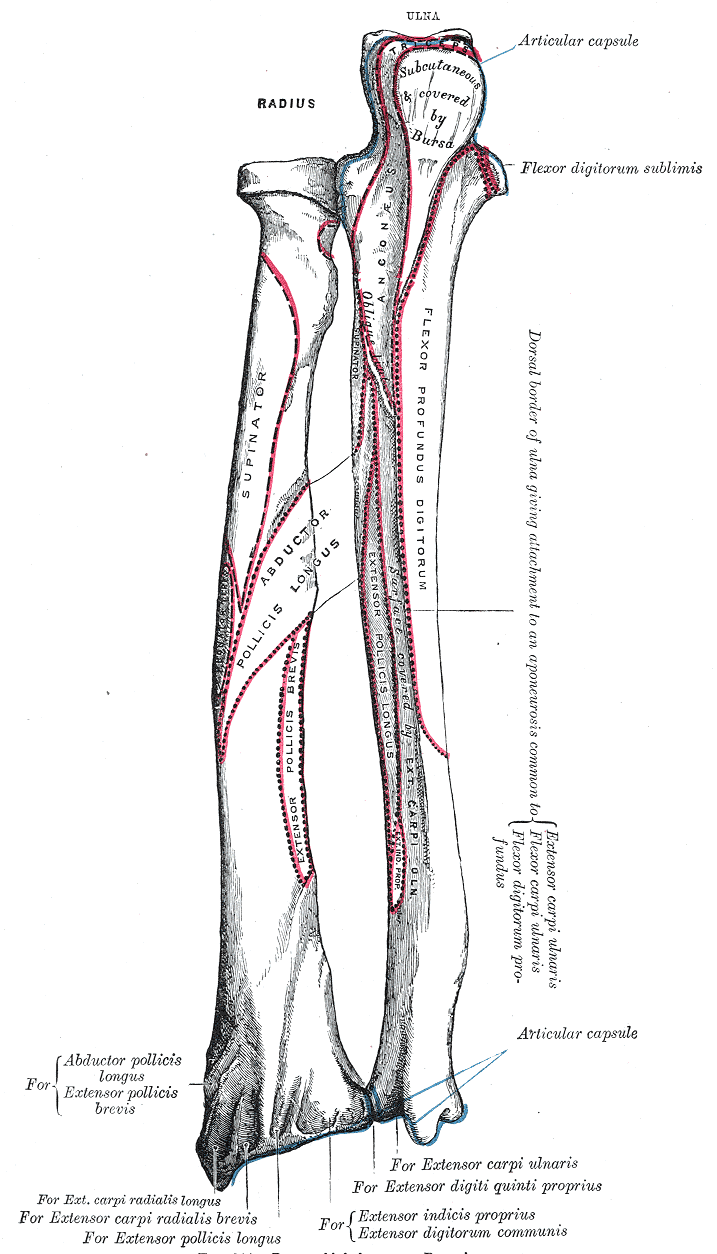
Huesos del antebrazo izquierdo (por detrás).
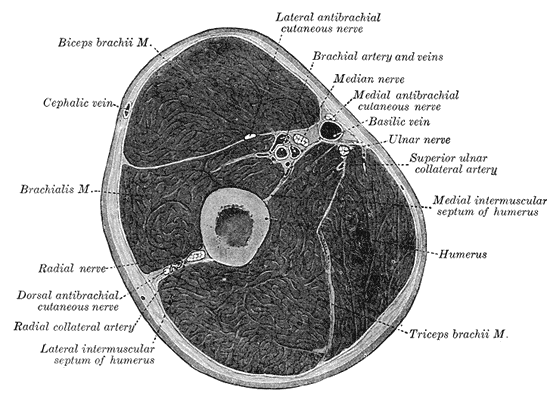
Corte transversal de una sección del brazo.
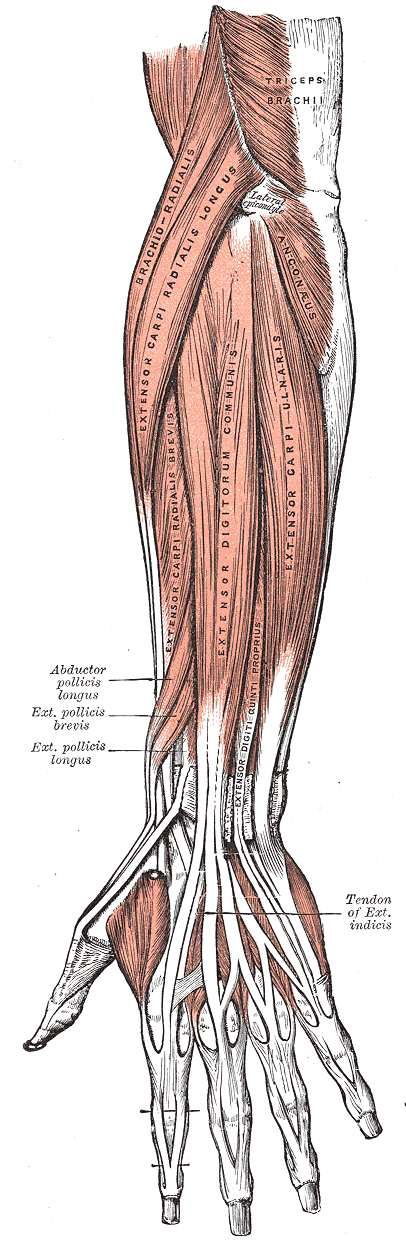
Cara superior del antebrazo. Músculos superficiales.
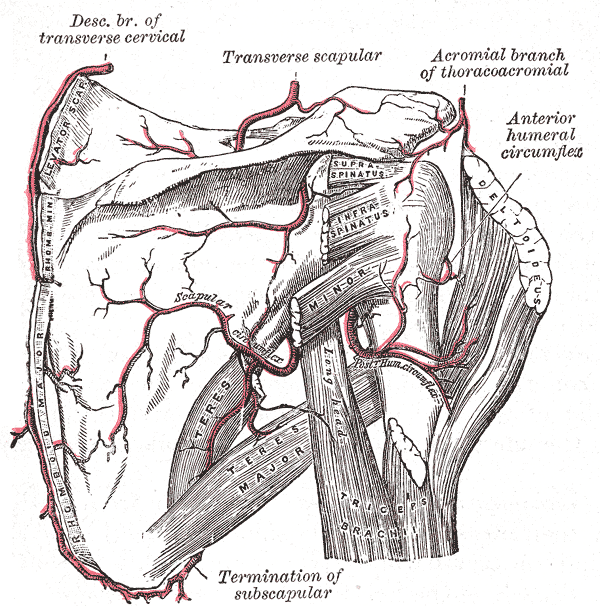
Arterias circunflejas y escapulares.
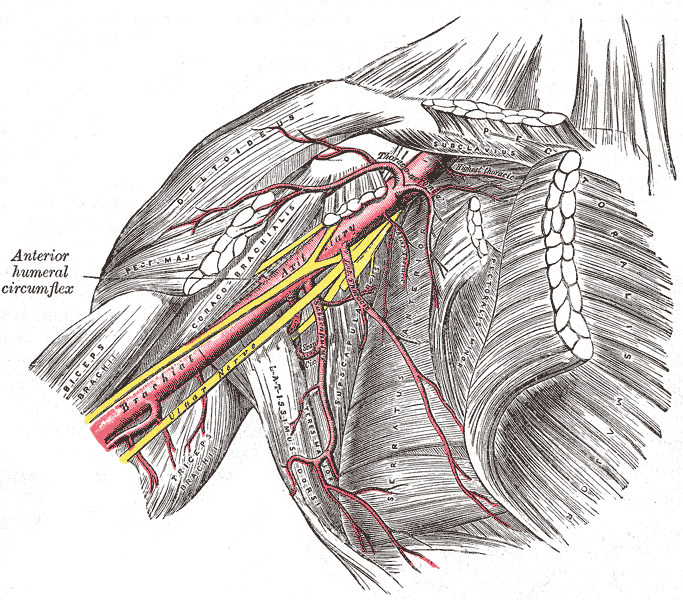
Arteria axilar y sus ramas.
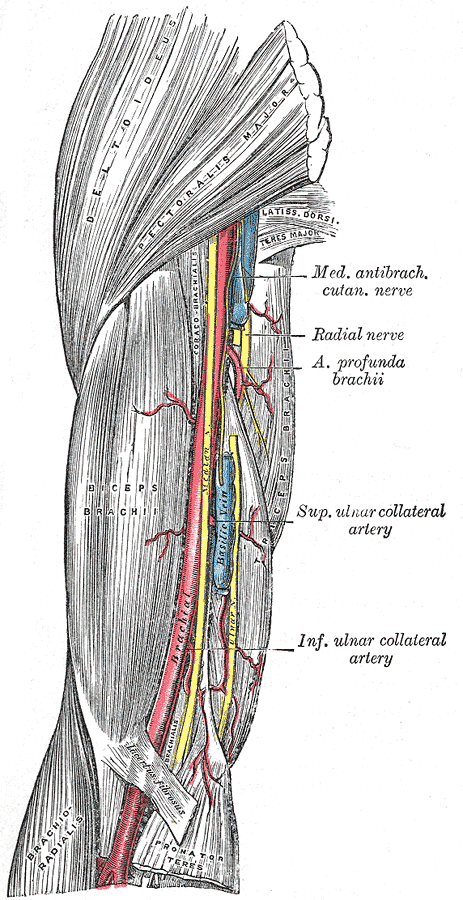
Arteria humeral.
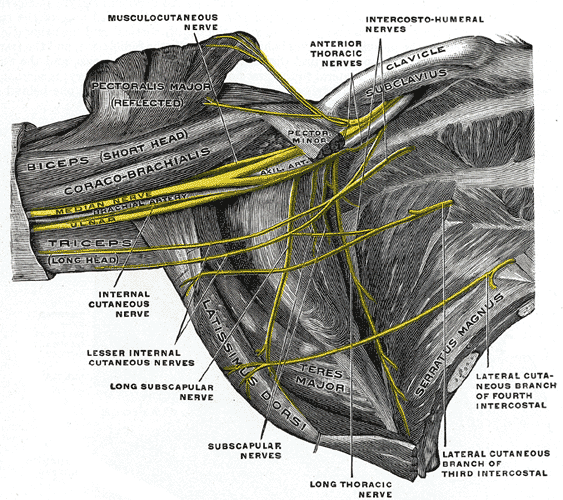
Plexo braquial derecho (porción infraclavicular) en la fosa axilar; visto desde abajo y de frente.
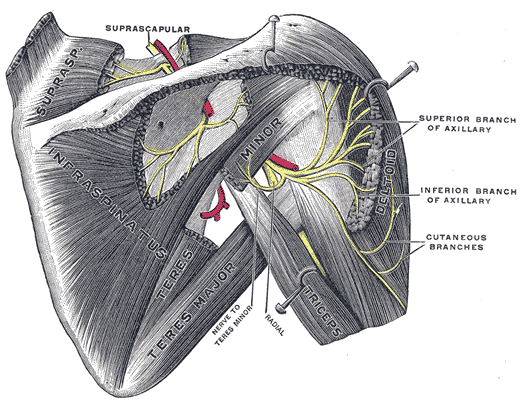
Nervios supraescapular y axilar del lado derecho vistos desde atrás.
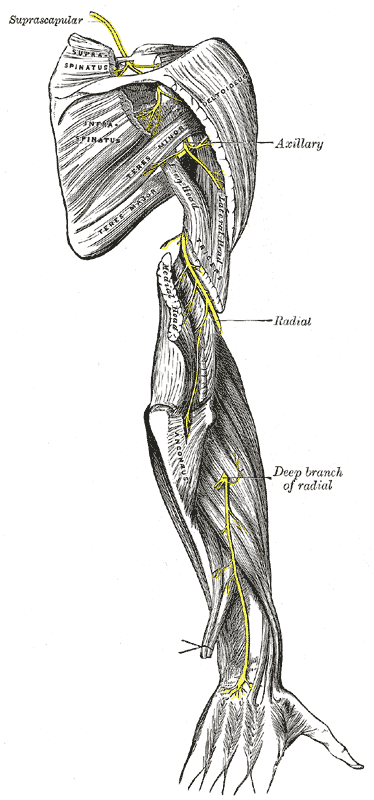
Nervios supraescapular, axilar y radial.
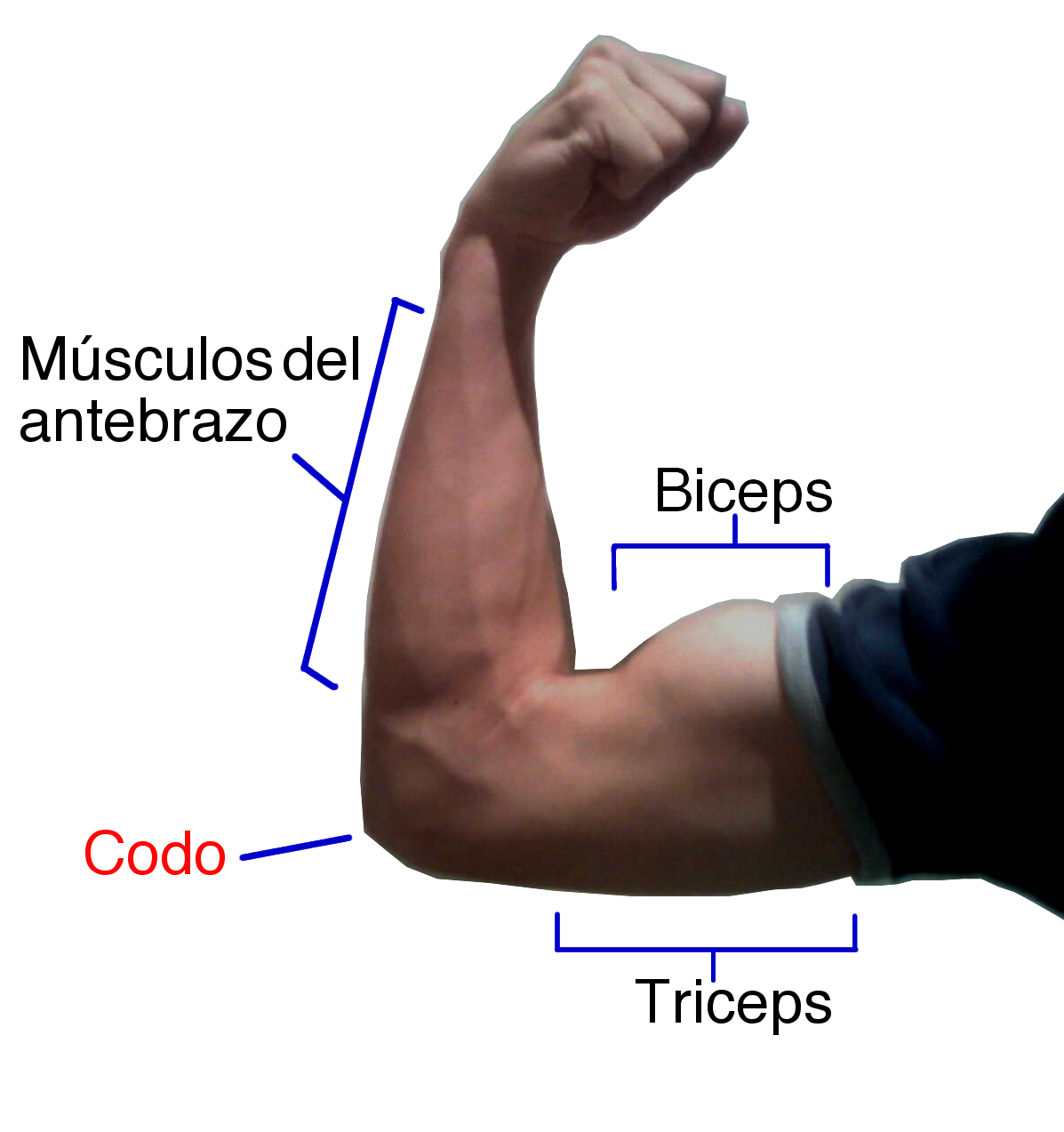
Músculo tríceps braquial extendido.